# Carduus littoralis
Carduus littoralis là một loài thực vật có hoa trong họ Cúc. Loài này được Borbás mô tả khoa học đầu tiên năm 1885.